# Волжанський Володимир Олександрович
Володимир Олександрович Волжанський (30 травня 1917, Іваново, Російська імперія — 3 жовтня 1983) — видатний радянський артист цирку (канатоходець, акробат, еквілібрист). Закінчив Державне училище циркового та естрадного мистецтва (Москва).
Народний артист СРСР (1979). Лауреат Державної премії СРСР (1978).